# Laura Restrepo

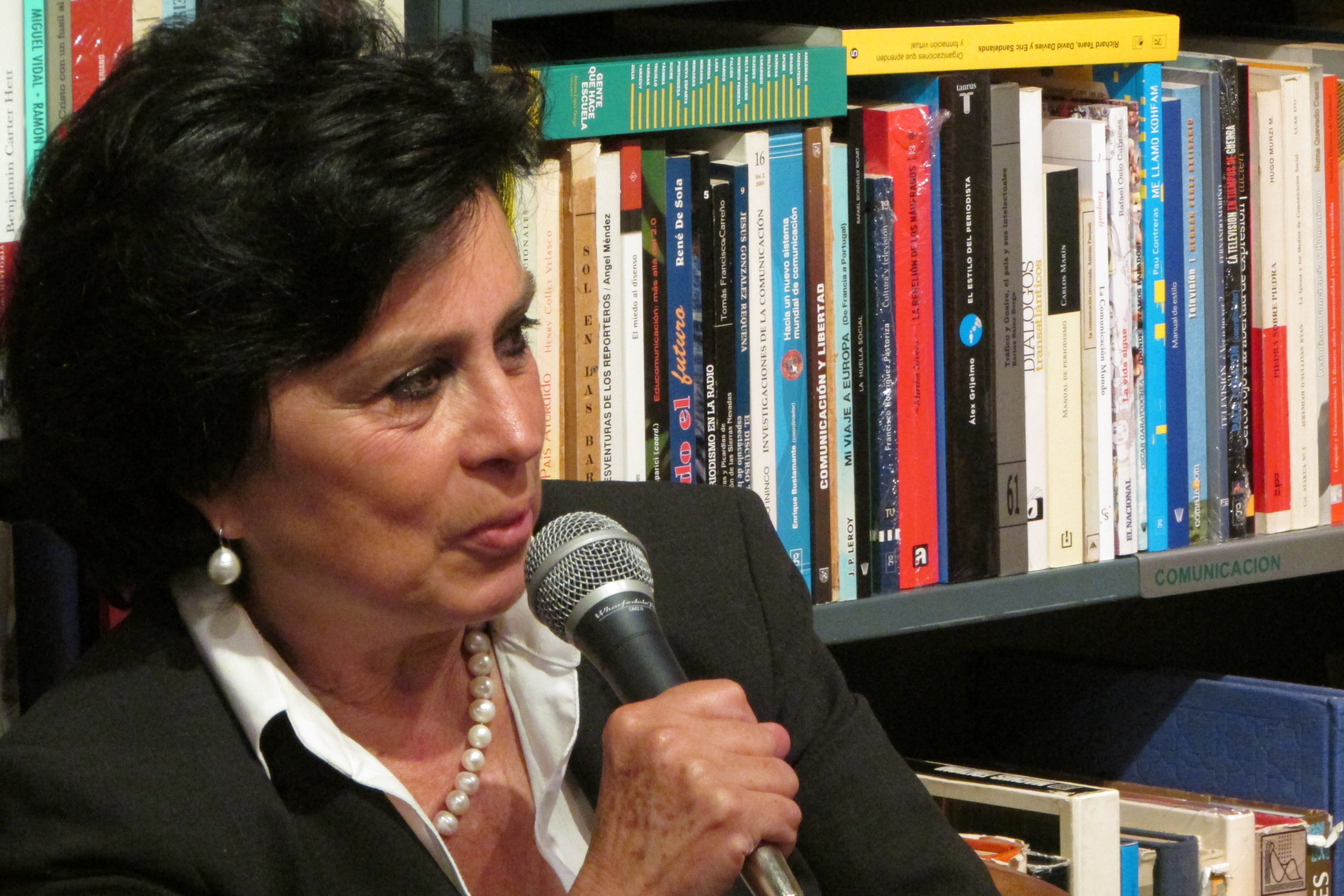
Laura Restrepo

Laura Restrepo (* 1950 in Bogotá) ist eine kolumbianische Schriftstellerin und Aktivistin.

## Leben und Werk
Nach ihrem Literatur- und Philosophie-Studium an der Andes-Universität in Bogotá beendete sie ebenfalls ihr Studium der Politikwissenschaften. Seit den 1960er Jahren war sie als Aktivistin tätig und verfasste u. a. mehrere Sachbücher zu politischen Themen Kolumbiens. 1983 war sie Mitglied einer Vereinigung, die sich für eine Verständigung mit der linksgerichteten Guerilla-Organisation Movimiento 19 de Abril (M-19) einsetzte. Ihr erstes Buch Historia de un entusiasmo (1986) hatte das (aus ihrer Sicht) Versagen der Regierung bei diesem Prozess zum Thema. Nach der Veröffentlichung begab sie sich ins Exil nach Spanien und Mexiko. 1988 kehrte sie wieder nach Kolumbien zurück.
Ihre Romane sind durch den Mix von fiktiven Elementen und investigativem Journalismus geprägt. Für ihr drittes Buch, Dulce compañía (engl. Titel: The Angel of Galilea) erhielt Laura Restrepo den Literaturpreis Premio Sor Juana Inés de la Cruz. 2004 erhielt sie den Literaturpreis Premio Alfaguara de Novela, 2006 das begehrte Guggenheim-Stipendium.

## Veröffentlichungen (Auszug)
- Story of a Fascination (1986)
- Isle of Passion (1989); La isla de la pasión
- Las vacas comen espaguetis (1989)
- Leopard in the Sun (1993)
- The Angel of Galilea (1995)
- Dulce compañía (1995)
- The Dark Bride (1999)
- A Tale of the Dispossessed (2001)
- Olor a rosas invisibles (2002)
- Delirio (2004)

### Deutsche Ausgaben
- Der Engel an meiner Seite (1997) (Übers. Ilse Layer)
- Der Leopard in der Sonne (1999) (Übers. Elisabeth Müller)
- Die dunkle Braut (2003) (Übers. Elisabeth Müller)
- Land der Geister (2009) (Übers. Elisabeth Müller)
- Die Insel der Verlorenen (2011) (Übers. Elisabeth Müller). Luchterhand Verlag, München 2011, ISBN 978-3-630-87358-9.
  - Originaltitel: La isla de la pasión